# Ливингстоны
Ливингстоны (англ. Livingstons) — шотландская дворянская семья, установившая контроль над правительством Шотландии в 1440-х годах, в период малолетства короля Якова II.

## История
Ливингстоны вели происхождение от мелких дворян и горожан западного Лотиана. Сэр Александр Ливингстон, комендант крепости Стерлинг, в 1438 году предоставив убежище малолетнему королю Якову II и его матери королеве Джоан Бофорт, бежавших из под опеки Уильяма Крайтона, получил фактически контроль над королевской администрацией. С этого времени начался длительный период борьбы за власть в Шотландии между семьями Ливингстонов и Крайтонов.
В 1444 году, вступив в союз с крупнейшим шотландским магнатом Уильямом, 8-м графом Дугласом, Ливингстоны отстранили от власти Уильяма Крайтона и установили контроль над правительством страны. Участники новой коалиции поделили между собой посты в администрации и ряд шотландских графств. В частности, Роберт Ливингстон стал лордом-казначеем, а Джеймс, сын сэра Александра Ливингстона, лордом великим камергером Шотландии. Позиции Ливингстонов укрепились браком дочери Джеймса Ливингстона Елизаветы с лордом Островов, лидером гэльской части страны.
Тот факт, что власть в Шотландии перешла к представителям мелкого дворянства, недавних выходцев из городской буржуазии, не имел прецедентов в истории страны. Господство Ливингстонов в условиях традиционного доминирования крупного дворянства в Шотландии свидетельствовал о начале развития новых общественных сил в стране.
После брака короля Якова II c Марией Гелдернской в 1449 году начался новый период в истории страны: девятнадцатилетний король взял всю полноту власти в свои руки. Первым шагом собственной политики Якова II стало свержение Ливингстонов: в начале 1450 года все члены семьи Ливингстонов были сняты со своих постов, их владения конфискованы, а казначей Шотландии Роберт Ливингстон казнён.
В 1452 году Джеймс Ливингстон во главе отрядов лорда Островов участвовал в мятеже против королевской власти на севере страны, но позднее получил прощение короля Якова II и в 1454 году был восстановлен на посту лорда-камергер Шотландии, который он занимал до 1467 года.